# Gaudeamus
»Gaudeamus« oz. »Gaudeamus igitur« (Veselimo torej se), v izvirniku »De Brevitate Vitae« (O kratkosti življenja) je pesem v latinščini, ki jo pojejo dijaki in študentje evropskih gimnazij in univerz ob slovesnostih. Tradicija prepevanja je stara vsaj 900 let in izvira z Univerze v Bologni, predhodnice vseh evropskih univerz. V Sloveniji se pesem zapoje na slavnostnem začetku maturantskega plesa. Kljub temu, da se pesem uporablja za himno ob uradnih slovesnostih, je besedilo lahkotno norčevanje iz študentskega življenja in človeške minljivosti.
Temelji na latinskem rokopisu iz leta 1287. Besedilo sodobne različice je verjetno nastalo leta 1718, melodija pa leta 1794. V Sloveniji in nekaterih drugih državah se pojeta samo prva in četrta kitica (prevod Anton Sovre).
| Latinsko besedilo Gaudeamus igitur, iuvenes dum sumus, gaudeamus igitur, iuvenes dum sumus. Post iucundam iuventutem post molestam senectutem, nos habebit humus, nos habebit humus. Vivat academia, vivant professores, vivat academia, vivant professores, vivat membrum quodlibet, vivant membra quaelibet, semper sint in flore, semper sint in flore. | Slovensko besedilo Veselimo torej se, mlada nam je duša, veselimo torej se, mlada nam je duša, po prijetnostih mladosti, po nadložni bo starosti vse nas krila ruša, vse nas krila ruša. Naj žive profesorji, vsa akademija, naj žive profesorji, vsa akademija, ud naj slednji njen živi, naj živijo udje vsi, trajno naj cvetijo, trajno naj cvetijo. |